# Dictya bergi
Dictya bergi är en tvåvingeart som beskrevs av Valley 1977. Dictya bergi ingår i släktet Dictya och familjen kärrflugor.
Artens utbredningsområde är Costa Rica. Inga underarter finns listade i Catalogue of Life.